# 다중서열정렬
다중서열정렬(multiple sequence alignment, MSA)은 다양한 생명체에서 같은 기능을 하는 단백질 서열이나 핵산서열들이 여러 개 있을 때 그들을 한꺼번에 묶어서 서로 정렬하는 방법이다. 대표적인 다중서열정렬 알고리즘으로 clustalW가 있다.

## 목적
이를 통해 정렬 뒤 서열의 열 위치별로 유지가 잘 되고 있는 것들 (conserved residues)과 유지가 되지 않고 있는 것들(variable residues)을 비교해 볼 수 있다. 그 결과 유지가 잘 되는 부분은 진화적으로 서열의 기능에 매우 중요한 부분으로 생각을 할 수 있다.
최근에는 적절이 유지되고 있는 열들끼리의 상호관계를 분석하여 서로 연관되어 진화하는 부분이 구조 및 기능에 중요하다는 연구 발표도 있고 이의 대표적인 방법으로 SCA(Statistical Coupling Analysis) 방법이 있다.

## 같이 보기
- 분지학
- 계통학